# Macchina Breton-Prétot
La macchina Breton-Prétot era un dispositivo sperimentale ideato per rimuovere il filo spinato durante i conflitti armati. Venne sviluppato in Francia a partire dal novembre 1914 da Prétot, di professione ingegnere, e Jules-Louis Breton, membro dell'Assemblea nazionale francese.

## Contesto storico
Il caratteristico stallo tipico della guerra di trincea che caratterizzò la prima guerra mondiale portò la necessità di sviluppare un dispositivo militare armato potente che fosse in grado di proteggersi dal fuoco nemico e di muoversi sul terreno estremamente irregolare dei campi di battaglia. Il filo spinato rappresentava una notevole minaccia in quanto era economico e facile da installare, estremamente efficace nel rallentare o fermare un'offensiva delle truppe e molto difficile da eliminare, anche con l'artiglieria. Vennero prese in considerazione macchine speciali per tentare di eliminare questo problema: veicoli corazzati, armati, con la capacità di appiattire o altrimenti eliminare le linee di filo spinato.

## Progetto

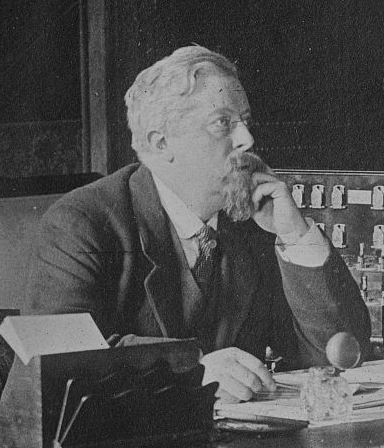
Jules-Louis Breton (1872-1940)

La macchina Breton-Prétot era costituita una sega progettata per tagliare il filo spinato che proteggeva le trincee nemiche della prima guerra mondiale. La prima versione consisteva in una piccola sega circolare, azionata da un motore da sei cv, fissata ad una lunga leva che veniva posta su un piccolo carrello a quattro ruote, che doveva essere spinto verso il suo obiettivo. Breton propose la macchina al governo francese nel novembre 1914 e un prototipo fu provato nel gennaio 1915, quando fu dimostrato che il sistema in questa forma aveva poca praticità. Il progetto iniziale prevedeva l'applicazione su un caterpillar, ma poiché nessuno era disponibile in quel momento, il sistema fu poi montato a Liancourt sul retro di un trattore Bajac verso la fine di febbraio 1915. La sega circolare fu sostituita da una grande sega verticale a tredici denti, con l'aggiunta di un'ulteriore sega circolare orizzontale più grande, appena sopra il livello del suolo per tagliare i pali di filo spinato. A luglio il sistema venne nuovamente modificato, con la rimozione della sega orizzontale e l'inserimento di grandi schermi di deflessione per proteggere le ruote. Otto piccoli cannoni di bronzo vennero usati come pesi di simulazione.

### Impiego del Caterpillar
Il trattore agricolo Bajac, tuttavia, si rivelò inefficace a causa della sua scarsa mobilità; nelle fasi iniziali dei test emerse il grande svantaggio di doversi avvicinare alle linee nemiche guidando all'indietro. Breton e Prétot presero quindi in considerazione l'utilizzo di alcuni dei duecento trattori Jeffery americani a quattro ruote motrici che erano in dotazione nell'artiglieria francese. Il comandante Boissin rifiutò la richiesta e indirizzò Breton alla società Schneider che stava lavorando alla produzione di mezzi caterpillar, sotto licenza della American Holt Manufacturing Company. Gli esperimenti con i cingoli Holt erano iniziati nel maggio 1915 nello stabilimento Schneider con un modello da 75 CV (56 kW) con comando a ruota e il caterpillar integrale Baby Holt da 45 CV (34 kW), dimostrando la superiorità di quest'ultimo. Il 16 giugno vennero svolti nuovi test davanti al Presidente della repubblica. Dopo un esito positivo, il 7 agosto il ministro della Guerra Alexandre Millerand ordinò la produzione di dieci tagliafili corazzati e armati. Breton poté così ordinare dieci trattori Holt, da utilizzare come base per la sua macchina tagliafili. Ulteriori esperimenti ebbero luogo il 10 settembre sotto la supervisione del comandante Ferrus. Tuttavia il 7 dicembre 1915 venne ordinato di riutilizzare i caterpillar per produrre i primi carri armati Schneider CA1.

### Esperimento Souain

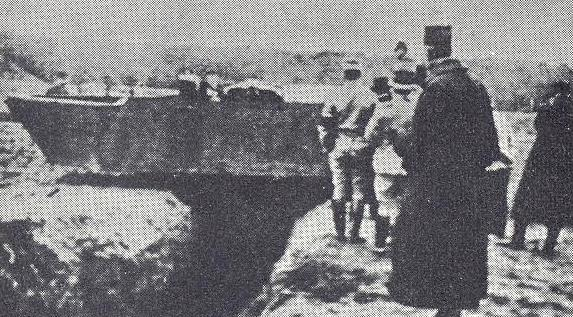
Prototipo Souain consistente in un Baby Holt corazzato in fase di test a Souain il 9 dicembre 1915

Il 9 dicembre 1915 a Souain, su un ex campo di battaglia con terreno accidentato e caratterizzato dalla presenza di trincee, venne testato un prototipo di veicolo blindato motorizzato costituito da un caterpillar Baby Holt in grado di  agganciare l'apparato tagliafili di Breton a esso. Il test venne eseguito alla presenza del generale Philippe Pétain.
I risultati molto incoraggianti spinsero il generale Estienne a fare una proposta formale il 12 dicembre 1915 per costruire carri armati basati su un caterpillar Holt modificato e allungato. I dieci trattori Holt furono così dirottati sulla produzione dei primi carri armati francesi del modello Schneider CA1. I carri armati non erano equipaggiati con la sega Breton-Prétot, poiché i test avevano dimostrato che i loro cingolati da soli erano sufficienti per distruggere il filo spinato.
Avendo sviluppato per primo, insieme a Prétot, il concetto della sega montata su un veicolo militare, Breton si convinse di essere diventato il principale esperto francese di progettazione di veicoli corazzati e si considerò il vero inventore del carro armato francese. Si sentì piuttosto irritato quando Estienne rilevò il "suo" progetto. Ciò lo indusse a collaborare con un rivale di Estienne, il colonnello Émile François Léon Rimailho, nello sviluppo di un carro armato alternativo, il Saint-Chamond. Nel 1917 una commissione interparlamentare alleata concluse che Breton ebbe un ruolo chiave nell'invenzione del carro armato, più di quanto lo ebbero gli inglesi. Breton sostenne a gran voce il suo contributo essenziale nello sviluppo del veicolo; gli storici moderni, tuttavia, concordano sul fatto che questo ruolo non fu affatto fondamentale.